# Таблица Снеллена
Таблица Снеллена — наиболее распространённая в странах с латинским алфавитом таблица для проверки остроты зрения. Разработана голландским офтальмологом Херманном Снелленом в 1862 году. В этой таблице содержатся строки оптотипов (англ. optotypes) в виде прописных букв латинского алфавита; размер букв уменьшается от строки к строке в направлении сверху вниз.

## Описание
Самые крупные буквы расположены в верхней строке таблицы; они имеют такой размер, чтобы их легко мог прочитать человек с нормальным зрением с расстояния 60 метров. Человек с нормальным зрением может легко прочитать и расположенные ниже строчки букв с расстояний 36, 24, 18, 12, 9, 6 и 5 метров соответственно. Человек, у которого проверяется зрение, садится на расстоянии 6 метров от таблицы и закрывает один глаз, в то время как другим начинает читать буквы из этой таблицы. Если он может прочитать только строки, расположенные выше строки, которую человек с нормальным зрением легко читает с расстояния 12 метров, то острота его зрения выражается как 6/12. Люди с нормальным зрением могут прочитать одну из нижних строк букв с расстояния 6 метров, то есть нормальная острота зрения считается 6/6; многие люди могут прочесть также и строку, которую хорошо видящий человек читает с расстояния 5 метров. Более мелкие варианты этой таблицы, в основе создания которых лежит тот же самый принцип, что использован при разработке её обычного варианта, могут применяться для проверки ближнего зрения человека.